# Walnut Creek Township (Missouri)
Walnut Creek Township est un ancien township, situé dans le comté de Macon, dans le Missouri, aux États-Unis,.